# Битва при Матапане (1717)
Битва при Матапане (ит. Battaglia di Matapan) — морское сражение, произошедшее 19 июля 1717 года в Средиземном море вблизи мыса Матапан между объединённым флотом  Священной лиги 1717 года (Венецианской республики, Португалии, Папской области и Мальты) и флотом Османской империи.

## Перед сражением
2 июля 24 венецианских парусных корабля под командованием венецианского флотоводца Марка Антонио Дьедо встретились с другой венецианской эскадрой из 24 галер под командованием капитана Пизани и смешанной португальско-мальтийской эскадрой из 9 кораблей под командованием мальтийского рыцаря Бельфонтена у мыса Матапан. После исчерпания запасов воды силы союзников отправились в Марафониси, недалеко от входа в залива Матапан, для пополнения запасов. Они пытались добраться до Сапиенцы, но ветер был против них. 19 июля османский флот с 30 парусными кораблями и 4 галерами под командованием Ибрагим-паши был замечен на юге, с западной стороны входа в залив. При слабом ветре с юга-юго-востока это означало, что у них было преимущество. Дьедо, не имея возможности плыть на запад от османского флота, решил медленно плыть на восток, через залив. Союзный флот для боя был организован в 4 дивизии.

## Ход сражения
Турки первыми открыли огонь по союзному флоту. Ибрагим-паша с 6 кораблями атаковал тыловую дивизию около 6 часов утра, в то время как остальная часть его флота вышла вперёд и атаковала центр. Около полудня корабли приблизились к восточной стороне залива, и вскоре после того, как ведущие корабли повернули, ветер повернул с юго-восточной стороны, впервые поставив ведущие венецианские корабли с наветренной стороны от части османского флота. Воспользовавшись этим, Дьедо атаковал их, и битва продолжилась. Около 3-х часов пополудни османский флот отступил в проход Черви-Чериго, в то время как союзники отплыли к мысу Матапан. Никакая из сторон не стремилась продолжить бой.

## Результаты
В результате битвы попытка венецианцев вернуть Морею была сорвана, и османское завоевание полуострова было подтверждено. С другой стороны, османская империя обнаружила то обстоятельство, что она уже не может идти в ногу со временем в техническом отношении. В результате европейские флоты стали доминировать во всём Средиземноморье.